# Раян Тауншип (округ Скайлкілл, Пенсільванія)
Раян Тауншип (англ. Ryan Township) — селище (англ. township) в США, в окрузі Скайлкілл штату Пенсільванія. Населення — 2589 осіб (2020).

## Демографія
Згідно з переписом 2010 року, у селищі мешкало 2459 осіб у 560 домогосподарствах у складі 412 родин. Було 615 помешкань
Расовий склад населення:
| - 70,8 % — білих - 22,7 % — чорних або афроамериканців - 0,2 % — азіатів - 6,2 % — осіб інших рас |

До двох чи більше рас належало 0,0 %. Частка іспаномовних становила 6,8 % від усіх жителів.
За віковим діапазоном населення розподілялося таким чином: 9,4 % — особи молодші 18 років, 80,0 % — особи у віці 18—64 років, 10,6 % — особи у віці 65 років та старші. Медіана віку мешканця становила 40,7 року. На 100 осіб жіночої статі у селищі припадало 276,0 чоловіків;  на 100 жінок у віці від 18 років та старших — 314,9 чоловіків також старших 18 років.
Середній дохід на одне домашнє господарство  становив 72 700 доларів США (медіана — 64 539), а середній дохід на одну сім'ю — 81 421 долар (медіана — 68 750). Медіана доходів становила 42 500 доларів для чоловіків та 44 500 доларів для жінок. За межею бідності перебувало 6,5 % осіб, у тому числі 0,0 % дітей у віці до 18 років та 4,5 % осіб у віці 65 років та старших.
Цивільне працевлаштоване населення становило 529 осіб. Основні галузі зайнятості: освіта, охорона здоров'я та соціальна допомога — 31,2 %, виробництво — 20,4 %, транспорт — 9,5 %, науковці, спеціалісти, менеджери — 6,6 %.